# Bothriocline auriculata
Bothriocline auriculata là một loài thực vật có hoa trong họ Cúc. Loài này được (M.Taylor) C.Jeffrey mô tả khoa học đầu tiên năm 1988.